# Placonotus embuensis
Placonotus embuensis is een keversoort uit de familie dwergschorskevers (Laemophloeidae). De wetenschappelijke naam van de soort werd in 1991 gepubliceerd door Oldfield Thomas.